# Gare de Whitby
La gare de Whitby est une gare de trains de banlieue à Whitby en Ontario, une banlieue à l'est de Toronto. La gare est située à l'angle de l'autoroute 401 et de Brock Street. La gare est desservie par la ligne ligne Lakeshore East de GO Transit.

## Situation ferroviaire
La gare est située au point milliaire 8,9 milles (14,3 km) de la subdivision GO de Metrolinx, à double voie, entre les gares d'Ajax et d'Oshawa.
À l'est de Whitby se trouve la gare d'Oshawa, une gare partagée entre Via Rail Canada et GO Transit près de l'angle de Bloor Street et de Thornton Road. Les trains GO empruntent des voies parallèles à la subdivision Kingston du Canadien National, à l'ouest d'Oshawa jusqu'à Whitby. À l'approche de cette gare, ces voies se rapprochent de l'autoroute 401 et, à l'ouest de la gare, les voies de la subdivision GO se séparent de la subdivision Kingston et suivent l'autoroute au-delà de la gare d'Ajax, en direction de Pickering. Les voies ont été construites selon des normes élevées, avec des traverses en béton et des rails soudés en continu, ce qui rend le trajet très silencieux et doux. Les quais de la gare ont été construits à peu près dans le même style minimaliste de la fin des années 1980, avec des murs en verre et des toits bas en béton et en métal.
Près de cette gare, les passagers regardant vers le sud peuvent apercevoir le centre d'entretien East Rail. Depuis 2012, Metrolinx a construit cette installation en complément de son centre d'entretien de Willowbrook, près de la gare de Mimico. Cette installation de 600 000 pieds carrés contient plus d'un kilomètre de voies et 72 aiguillages, permettant de garer jusqu'à 22 trains sur le côté, avec de l'espace pour la réparation des voitures et des locomotives, le système de nettoyage pour le matériel roulant ferroviaire et d'autres installations. Cette installation a ouvert ses portes le 14 mars 2018.

## Histoire

### Première gare
La première gare de Whitby a été construite par le chemin de fer Grand Tronc en 1856 à l'angle de Galt Street (anciennement Station Street) et de Grand Trunk Street. Bien qu'il n'existe aucune photo de cette gare, il est fort probable qu'elle ait suivi le même modèle appliqué uniformément sur toute la ligne entre Toronto et Montréal, avec des exemples conservés à Port Hope et Napanee. À l'origine, elle apparaissait sous le nom de « Port Whitby » sur les horaires et, au moment de la Confédération canadienne en 1867, six trains au total s'arrêtaient quotidiennement à Whitby. Quelques années plus tard, le Port Whitby & Port Perry Railway (PW&PP) a été construit vers le nord à partir du port de Whitby, croisant la ligne du Grand Tronc et formant un passage à niveau en diamant juste à l'est de la gare. Après que le PW&PP a brièvement fusionné avec le Midland Railway of Canada en 1882, le Midland a lui-même été acquis par le Grand Tronc deux ans plus tard, en 1884.
La ligne principale du Grand Tronc traversant Whitby a été mise à double voie en 1903, dans le cadre d'un projet beaucoup plus vaste visant à faire même pour toute la ligne entre Montréal et Sarnia entre 1889 et 1908. En plus de l'ajout d'une deuxième voie, la ligne a été reclassée à plusieurs endroits pour réduire les pentes et éliminer les creux gênants dans la voie ferrée. L'un de ces creux se trouvait à l'emplacement de la gare originale de Whitby, ce qui a entraîné un rehaussement important de la voie ferrée et le retrait de l'ancienne gare.

### Deuxième gare

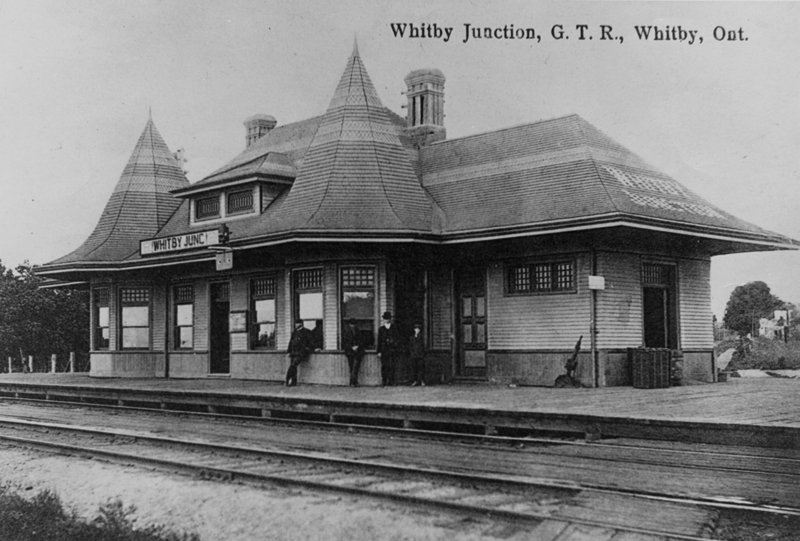
La gare de Whitby Junction a été construite au pied de Byron Street sur la ligne du Grand Tronc en 1903, près de la gare actuelle de GO Transit.

Une nouvelle gare a été construite à environ 800 mètres à l'ouest, à Byron Street, nettement plus grande et utilisant plusieurs éléments d'architecture victorienne dans sa conception. Contrairement à la pierre calcaire que son prédécesseur aurait utilisée pour ses murs extérieurs, la nouvelle gare était principalement faite de bois. Les éléments de conception les plus frappants de cette gare étaient trois tourelles superposées d'un toit conique en forme de « chapeau de sourcière ». En 1912, un total de douze trains s'arrêtaient quotidiennement à la gare, dont six circulaient vers le nord à travers Manila jusqu'à Lindsay sur l'ancienne ligne du PW&PP.
Le Grand Tronc a connu des difficultés financières au début du XXe siècle, ce qui a mené à sa nationalisation et à son absorption par le Canadien National en 1923. Le service de transport de passagers vers Manila a pris fin en 1937, ce qui a entraîné le changement de nom de la gare, qui est passée de « Whitby Junction » à « Whitby » peu de temps après. Pendant la Seconde Guerre mondiale et la période d'après-guerre, le service a atteint son apogée avec 14 trains par jour, mais ce chiffre a été rapidement gâché par la popularisation de l'automobile à la même époque. Le déclin a été intensifé par l'achèvement de la route 2A à travers Whitby en 1947, qui a été construite à seulement 150 mètres au nord de la gare. Elle a été transformée en autoroute 401 en 1952, qui a fini par être parallèle à la voie ferrée dans la plupart des endroits et par desservir un grand nombre des mêmes communautés. L'autoroute a scindé Byron Street et a laissé Harry Street et Brock Street, situées à proximité, comme seul moyen pour la majorité des résidents de Whitby d'accéder à la gare. Le service a été réduit à onze trains quotidiens en 1961, et en 1969, la gare a été fermée définitement.
Un groupe d'artistes a acheté la gare en 1970 pour empêcher sa démolition, et a ensuite déplacé la structure de ses fondations à l'angle de Victoria Street et de Henry Street, où elle a été réaffectée en galerie d'art. La gare a été désignée en vertu de la Loi sur le patrimoine de l'Ontario en 2006, et elle a été restaurée à l'intérieur comme à l'extérieur.

#### Meurtre à la gare
Billy Stone, un télégraphiste de 21 ans, a été abattu à la gare le 11 décembre 1914. Un siècle plus tard, son meurtre n'a pas toujours été élucidé. Stone travaillait dans l'équipe de nuit le 11 décembre, lorsqu'un coup de feu a retenti dans la gare à 0h37. Stone a pu appeler le standard téléphonique local de Bell Telephone, disant qu'il avait été abattu. Il n'a pas pu identifier le tireur. Lorsque les secours sont arrivés, il avait succombé au coup de feu, qui avait réussi à pénétrer dans son cœur. Rien ne manquait sur la scène du crime et aucun argent n'a pas été dérobé. Une empreinte de main ensanglantée a été trouvée sur le lieu. Il a été noté que les mains de Stone étaient propres. Une enquête a été ouverte en janvier 1915, mais toutes les pistes se sont révélées être des impasses. Le père de Billy, William Stone Sr., a été examiné par l'enquête. Sentant qu'il était devenu le principal suspect, Stone Sr., a mis fin à sa vie en s'allongeant sur les voies et a été écrasé par un train qui passait.
Les policiers rassemblant les preuves sur le lieu ont expliqué qu'il n'y avait pas de poudre sur les vêtements de la victime, ce qui indique qu'il a été abattu à distance, probablement depuis la salle d'attente de la gare. Stone avait l'habitude d'éteindre les lumières de la gare à minuit. La seule lumière dans la gare était une petite lampe au-dessus du bureau de l'opérateur à ce moment-là. La dernière personne à l'avoir vu vivant est un comptable de l'asile local qui est passé devant le bureau du répartiteur à 00h05.
Les trois raisons les plus discutées pour le meurtre de Stone sont que son père l'a tué pour de l'argent, qu'il a été tué à cause d'une affaire présumée, ou qu'il a été tué à cause d'une potentielle dette de jeu.

### GO Transit
La ligne Lakeshore a été ouverte en 1967 entre Pickering et Oakville, avec un service aux heures de pointe vers Hamilton. Bien que le service ait continué à se bonifier entre Oakville et Pickering, la question de l'extension du service plus à l'est a été entravée par le CN et le CP, qui ont continué à exploiter un important service de transport de marchandises sur leurs lignes. Le coût de l'extension du service s'est avéré exorbitant et, à la fin des années 1970, le gouvernement de l'Ontario a envisagé de contourner les chemins de fer et de construire son propre service automatisé à grande vitesse. Le projet GO ALRT proposait de construire des lignes de transport rapide léger entre Pickering et Oshawa. De plus petits trains circuleraient aussi souvent que toutes les cinq minutes pour faire la navette entre les passagers et les plus gros trains circulant à des fréquences de 20 minutes pendant les heures de pointe. Il s'agissait d'une mesure temporaire, car le premier ministre ontarien Bill Davis envisageait un réseau plus large de lignes s'étendant sur toute la région du Grand Toronto, remplaçant le service de Lakeshore existant, construisant une deuxième ligne vers l'aéroport Pearson et traversant le nord de Toronto.
Le projet a suffisamment progressé pour que la province acquière des propriétés pour une emprise entre Pickering et Oshawa, le long du côté sud de l'autoroute 401. À la fin des années 1980, cependant, le gouvernement fédéral a adopté une loi donnant aux trains de voyageurs la priorité sur les trains de marchandises. Pour GO Transit, cela signifiait que le service ferroviaire actuel pouvait être prolongé vers l'est à partir de Pickering à un coût beaucoup plus faible. La construction de l'extension à l'est de Pickering, le long de l'emprise déjà acquise, a commencé presque immédiatement et a été mise en service de Pickering à Whitby le 4 décembre 1988.
Les banlieues de l'est de Toronto ont bénéficié d'un service ferroviaire prolongé jusqu'au 3 juillet 1993, date à laquelle les coupes budgétaires provinciales ont obligé tous les trains, sauf ceux des heures de pointe, à être ramenés à Pickering. Le 8 janvier 1995, la subdivision GO a été prolongée jusqu'à Oshawa, et le 1er mai 2000, le service de semaine toute la journée est revenu dans la subdivision GO, bien que les trains des fins de semaine et des jours fériés aient dû attendre le 30 décembre 2006 pour être remisés et prolongés jusqu'à Oshawa.
En février 2010, GO Transit a ouvert un nouveau stationnement incitatif à quatre étages pour offrir 1 400 places supplémentaires. Le nombre total de places de stationnement disponibles à la gare passe ainsi à plus de 3 000.

## Service aux voyageurs

### Accueil

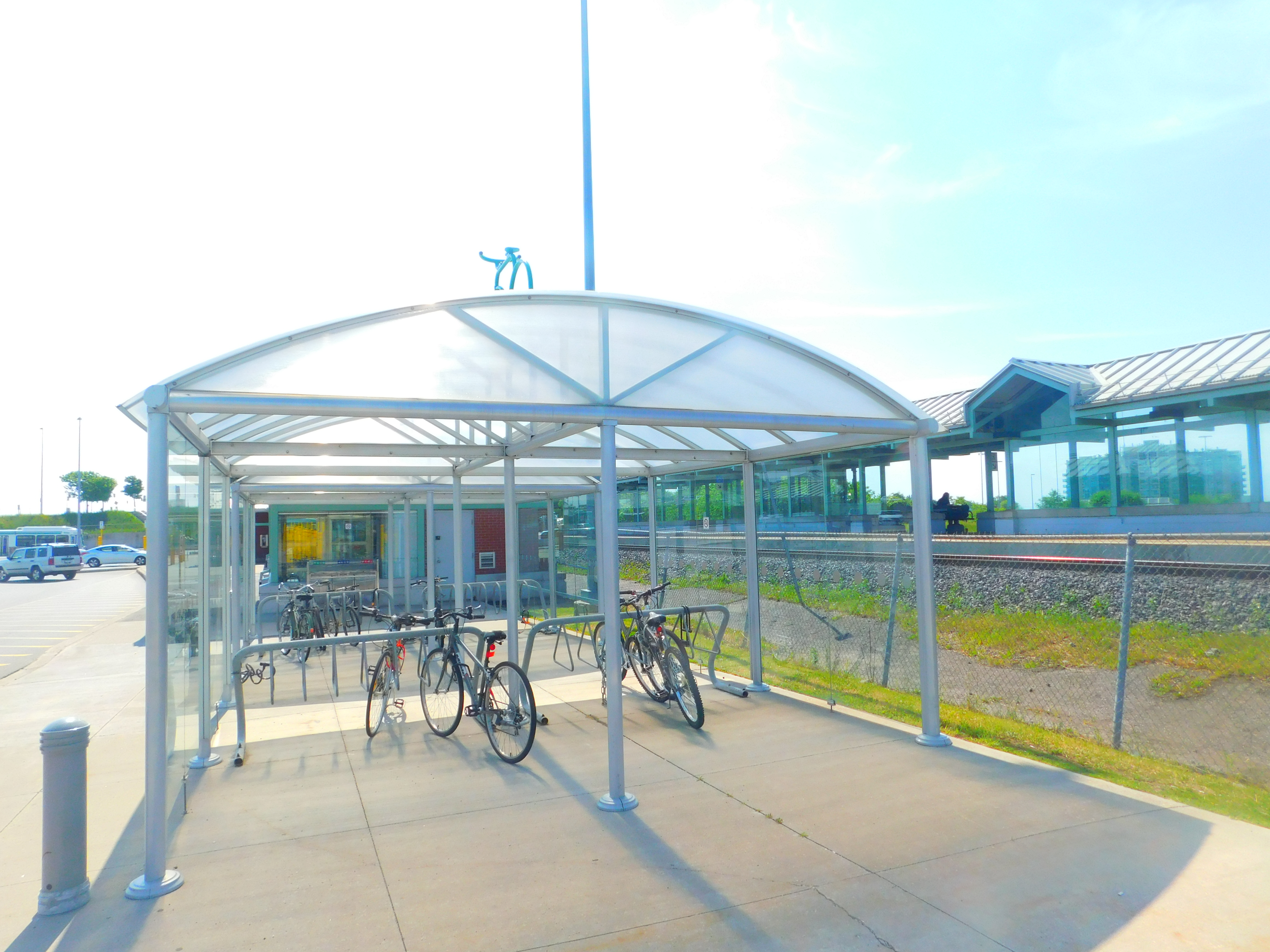
Des supports à vélo devant la gare.

La billetterie de GO Transit est ouverte en semaine de 6 h à 20 h 45, les fins de semaine et jours fériés de 6 h 30 à 20 h 45. L'ambassadeur de la gare GO peut aider les clients à configurer un type de tarif ou à définir un trajet par défaut sur la carte Presto. Les clients disposent également d'options en libre-service, notamment l'achat d'un billet papier dans un distributeur automatique de billets, le chargement d'une carte Presto dans un distributeur automatique de billets compatible avec Presto, l'achat d'un billet électronique avec leur smartphone et le paiement au valideur avec une carte de crédit sans contact ou une carte Presto.
La gare est équipée d'une salle d'attente, des toilettes, des abris de quai, d'un téléphone payant, de Wi-Fi, et d'un débarcadère, et d'un stationnement incitatif. Le stationnement incitatif comprend des places réservées et d'une zone de covoiturage. La gare est accessible aux fauteuils roulants.

### Dessert
À compter du 24 septembre 2022, les trains de Lakeshore East s'arrêtent à la gare toutes les 15 minutes en pointe et toutes les 30 minutes hors pointe. Les trains en direction ouest continuent au-delà de la gare Union vers Aldershot, Hamilton, West Harbour et Niagara Falls.

### Intermodalité

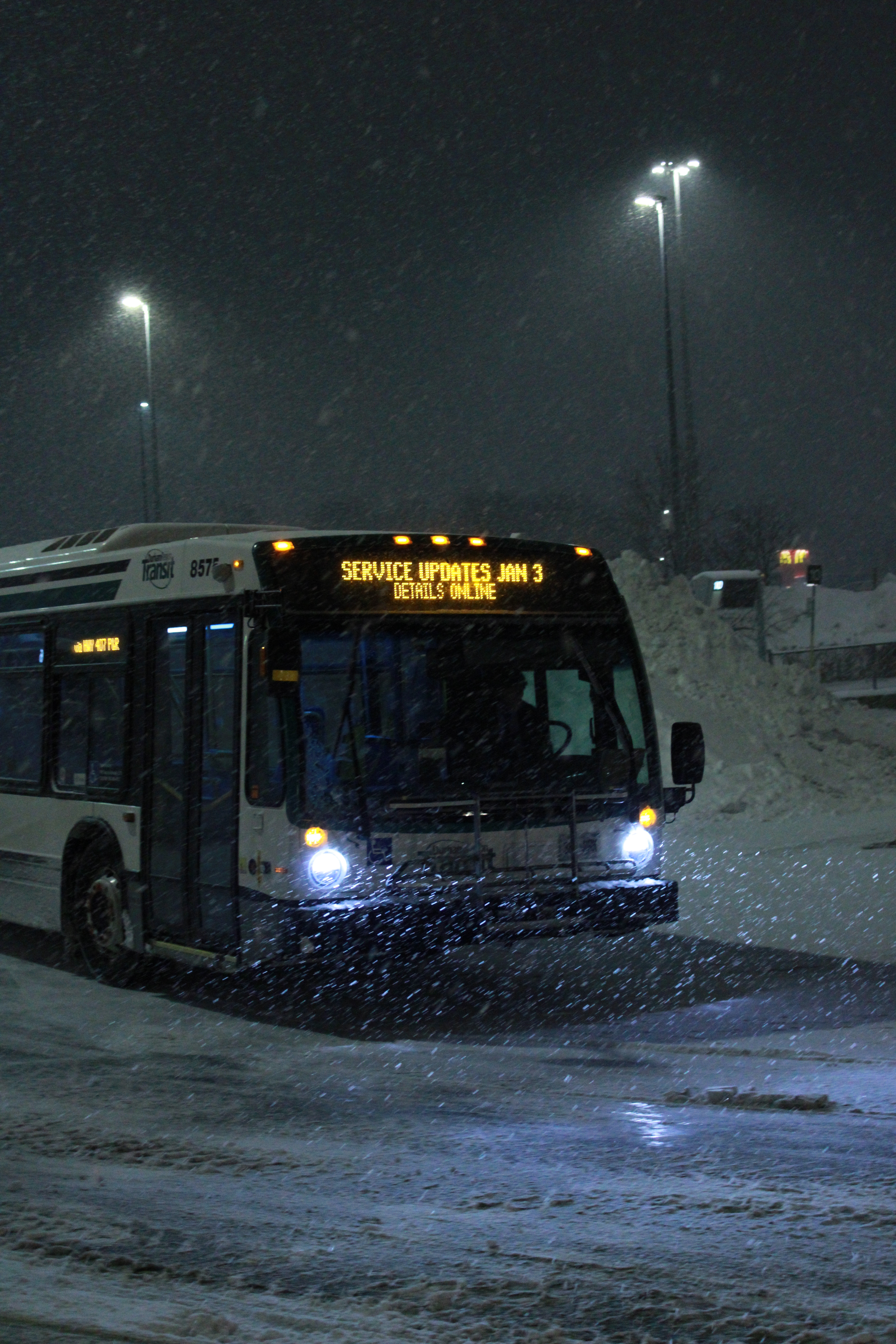
La ligne 302 de DRT entre à la boucle de bus devant la gare.

Cette gare est le pôle de transport principal de Whitby, et dessert la plupart des autobus locaux de cette ville. La ligne 81 de GO Transit relie la gare de Whitby et Beaverton deux fois par jour. La ligne 96 de GO Transit relie le terminus Finch à North York, la station Scarborough Centre et les gares d'Ajax, de Whitby, et d'Oshawa tous les jours. La 90B est un train-bus qui remplace le service ferroviaire de Lakeshore East tôt le matin ou tard le soir, desservant la gare Union, les gares de Pickering, d'Ajax, de Whitby et d'Oshawa.
La gare est également desservie par la ligne 302 Baldwin-Brock de Durham Region Transit (DRT) vers le stationnement incitatif Baldwin, le Collège Durham et l'Institut universitaire de technologie de l'Ontario, la 319 vers Taunton Road, la 392 Whitby vers l'Hôpital Lakeridge, l'Université Trent, le terminus Oshawa Centre, la 905 PULSE Thickson vers le Collège et l'Institut de technologie, la 917 PULSE Bayly-Consumers vers le terminus Pickering Parkway, la gare d'Ajax et le terminus d'Oshawa Centre. La correspondance est gratuite entre les trains de GO Transit et les autobus de DRT.
Megabus dessert la gare une fois par jour pour son trajet entre Toronto et Montréal, avec des arrêts à Kingston, Brockville, Cornwall et Kirkland.